# خوتیویتسه
خوتیویتسه (به چکی: Chotěvice) یک منطقهٔ مسکونی در جمهوری چک است که در منطقه تروتنوف واقع شده‌است.